# Biała Piska
Biała Piska (nemško Gehlen, kasneje Bialla, med 1938-1945 Gehlenburg) je mesto na severovzhodu Poljske. Leži v vzhodnem delu Varminsko-Mazurskega vojvodstva na vzhodni obali jezera Śniardwy. Leta 2008 je imelo 4.027 prebivalcev.